# Breutelia gracillima
Breutelia gracillima là một loài rêu trong họ Bartramiaceae. Loài này được Broth. mô tả khoa học đầu tiên năm 1910.